# Silhouettes (álbum)
Silhouettes es el tercer álbum de la banda holandesa de metal Textures. El primer sencillo del disco, Old Days Born Anew fue lanzado en el MySpace de la banda el 14 de marzo de 2008. El 1 de abril apareció el segundo sencillo, Storm Warning. Debido a un problema en la distribución, el 11 de abril se anunció que la fecha de lanzamiento se retrasaría hasta el 5 de mayo, excepto en Benelux, donde el disco estuvo disponible en la fecha original del 21 de abril.
Este disco es el segundo y último con el vocalista Eric Kalsbeek, también el último con Richard Rietdijk en los sintetizadores y el primero con el bajista Remko Tielemans.

## Lista de canciones
- Todos los temas escritos y arreglados por Textures.

| N.º | Título                   | Duración |  |
| 1.  | «Old Days Born Anew»     | 5:37     |  |
| 2.  | «The Sun's Architect»    | 5:16     |  |
| 3.  | «Awake»                  | 4:14     |  |
| 4.  | «Laments of an Icarus»   | 4:12     |  |
| 5.  | «One Eye for a Thousand» | 6:14     |  |
| 6.  | «State of Disobedience»  | 4:10     |  |
| 7.  | «Storm Warning»          | 5:46     |  |
| 8.  | «Messengers»             | 5:09     |  |
| 9.  | «To Erase a Lifetime»    | 6:53     |  |

## Personal
- Eric Kalsbeek - Voz
- Jochem Jacobs - Guitarras, coros
- Bart Hennephof - Guitarras
- Richard Rietdijk - Sintetizador
- Remko Tielemans - Bajo
- Stef Broks - Batería

Grabado, producido, mezclado y masterizado por Jochem Jacobs